# Oleg Fedosiuk
Olegas Fedosiukas (russ. Олег Федосюк; * am 19. Juni 1964 in Vilnius) ist ein litauischer Jurist russischer Herkunft; Strafrechtler, Professor an der Mykolas-Romer-Universität, Strafrichter am Lietuvos Aukščiausiasis Teismas (LAT).

## Leben
Von 1981 bis 1986 absolvierte  Fedosiuk das Diplomstudium der Rechtswissenschaft an der Universität Vilnius und promovierte 2000 an der Lietuvos teisės akademija (LTU) in Vilnius zum Thema „Turto prievartavimas: reiškinio raida ir teisinio vertinimo problemos“. Vom September 1989 bis zum August 1995 lehrte er bei Vilniaus aukštesnioji policijos mokykla. Von 1995 bis 2000 war er Assistent am Lehrstuhl für Strafrecht an der Lietuvos policijos akademija und Lietuvos teisės akademija, von 2000 bis 2007  Prodekan der LTU-Rechtsfakultät, ab Dozent 2001, ab 2011  Professor am Lehrstuhl für Strafrecht. Ab 2007 ist er Richter im Lietuvos Aukščiausiasis Teismas.

## Bibliografie
- Fedosiuk O. Atsakomybė už nusikalstamo susivienijimo kūrimą bei dalyvavimą jo veikloje (BK 227-1 str.) // Kriminalinė justicija: LTA mokslo darbai. ISSN 1392-0081. Vilnius, 1997. T.7-8. (18-27 psl.).
- Fedosiuk O. Šantažas užsienio ir Lietuvos baudžiamojoje teisėje // Teisės problemos. ISSN 1392-1592. Vilnius, 1998. Nr. 3–4. (158–165 psl.).
- Sinkevičius E., Fedosiukas O. Turto problema baudžiamojoje teisėje // Justitia. ISSN 1392-5709. Vilnius, 1999. Nr. 5–6. (55-58 psl.).
- Fedosiuk O. Nuosavybė ir turtas civiliniame ir baudžiamajame kodeksuose // Jurisprudencija. ISSN 1392-6195. Vilnius, 2002. T. 28 (20). (80-86 psl.).
- Fedosiuk O. Sukčiavimo normos koncepcija naujame Lietuvos Respublikos baudžiamajame kodekse ir jos įgyvendinimo problemos // Teisė. ISSN 1392-1274. Vilnius, 2003. Nr. 48. (78-89 psl.).
- Oleg Fedosiuk. Combating Trafficking in Human Beings in Lithuania: Criminal Law and Judicial Practice // First Year In The European Union: Current Legal Issues. ISBN 9984-9676-4-6. April 2005. Riga, 2005. (373–393 psl.).
- Fedosiuk O. Prekyba žmonėmis baudžiamojoje teisėje ir teismų praktikoje // Teisė. ISSN 1392-1274. Vilnius, 2005. Nr. 54. (70-84 psl.).
- Федосюк. О. Уклонение от имущественных обязательств как преступное деяние: проблема разграничения уголовной и гражданской ответственности // Property, Encumbrances on Property: Problems, Solutions and Opportunities. Proceedings of 7th International Scientific Conference. ISBN 9984-766-73-X. Riga, 2006. (19-25 psl.).
- Fedosiuk O. Baudžiamosios ir civilinės atsakomybės takoskyra turtinių prievolių išvengimo bylose // Jurisprudencija. ISSN 1392-6195. Vilnius, 2006. Nr. 7(85). (70-76 psl.).